# Begodya

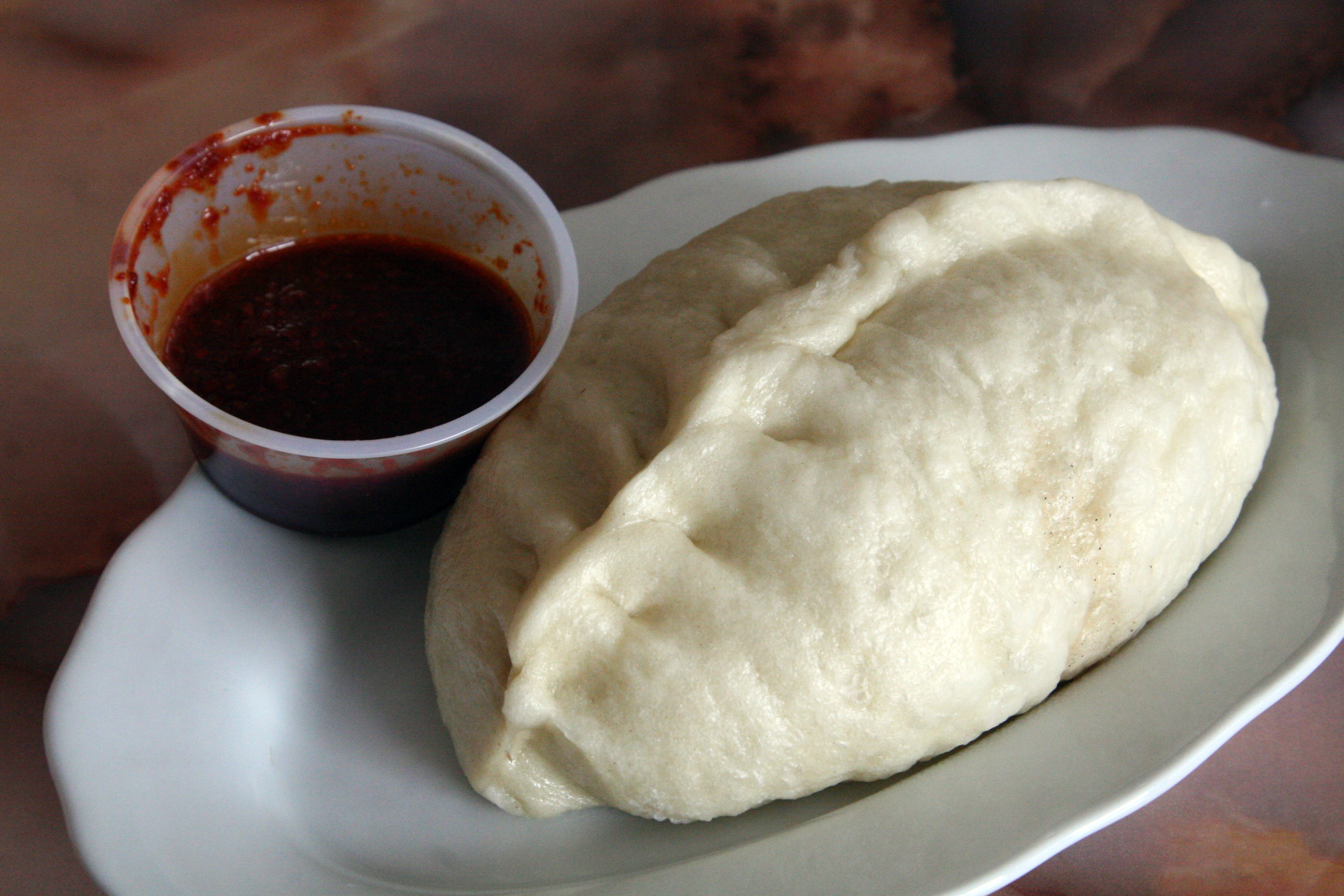
Begodya.

Le begodya (Бегодя) est un petit pain coréen cuit à la vapeur proche du jjinppang. Il est particulièrement populaire auprès de la diaspora coréenne en Ouzbékistan. Ces pains peuvent être fourrés à la viande et à la salade,.